# Pheidole greggi
Pheidole greggi är en myrart som beskrevs av Marcio A. Naves 1985. Pheidole greggi ingår i släktet Pheidole och familjen myror. Inga underarter finns listade i Catalogue of Life.